# تاکافومی نیشیتانی
تاکافومی نیشیتانی (انگلیسی: Takafumi Nishitani؛ زادهٔ ۱۷ ژانویهٔ ۱۹۷۹) اسکیت‌باز سرعت اهل ژاپن است.